# Marisol Membrillo
Marisol Membrillo Fuentes (Córdoba; 17 de septiembre de 1966) es una actriz española.

## Biografía
Criada en el barrio de Lepanto, estudia en el colegio de la Milagrosa y también en el Instituto Blas Infante. Es cuando se encuentra estudiando FP de Química cuando una profesora de literatura, le anima a dedicarse profesionalmente a la interpretación, matriculándose en la Escuela Superior de Córdoba.
Poco después comienza a presentar informativos y un magazine en Procono hasta que es contratada por la Televisión Municipal de Córdoba. Tras la rescisión de su contrato, en el año 1996 y tras presentarse a un casting para la serie de Canal Sur Plaza alta comienza a trabajar en la serie de televisión, no abandonando desde entonces los escenarios tanto en televisión, teatro como cine.
Ha interpretado numerosos papeles en teatro, entre los cuales cabría destacar el de Carmela en la conocida obra de José Sanchis Sinisterra ¡Ay, Carmela!, en la cual demostraba también sus dotes como cantante y bailarina. A comienzos de siglo adquirió gran popularidad por su trabajo en y por sus intervenciones en las series Compañeros emitida por Antena 3 y El comisario emitida por Telecinco. También ha intervenido en series de TVE como Los misterios de Laura (2011) o Cuéntame cómo pasó (2011-2013).
En cine trabajó con Benito Zambrano en Padre coraje, película basada en Francisco Holgado, padre de Juan Holgado, asesinado éste mientras trabajaba en una gasolinera de la localidad de Jerez de la Frontera. Francisco Holgado se le atribuyó el apodo de Padre Coraje, al participar activamente en el esclarecimiento del crimen, aún impune. No dudó en mezclarse entre delincuentes para arrancar alguna confesión sobre el asesino de su hijo.
En 2003 recibió la Fiambrera de Plata, premio concedido anualmente por el Ateneo de Córdoba. En 2017 aparece en Las chicas del cable, de Netflix, interpretando al personaje de Asunción.
En 2017 colaboró como personaje secundario en La que se avecina (10x02).